# Pont à haubans sur l'Adige
Le pont à haubans sur l'Adige est un pont autoroutier qui traverse la rivière Adige près des communes de Piacenza d'Adige (dans la province de Padoue) et Badia Polesine (dans la province de Rovigo), du km 46 + 227 au km 47 + 315 de l'autoroute A31 « Valdastico sud ».
D'une longueur totale de 1 087 mètres, c'est le second pont d'Italie possédant la plus longue travée centrale (310 mètres), derrière le viaduc Sfalassà de l'autoroute A2.

## Histoire
Conçu par la société Cimolai, la construction s'étale de 2006 à 2010, pour une ouverture à la circulation le 15 décembre 2014, lors de l'inauguration du tronçon autoroutier entre la Strada statale 434 Transpolesana et le péage de Santa Margherita d'Adige.
Le coût des travaux, faisant partie du lot no. 12 du contrat de construction de l'autoroute A31 « Valdastico sud », approuvé en 2004, s'élevait à 64 623 779 euros, avec un délai d'achèvement prévu de 1 140 jours.
Le prix minimum du péage pour traverser le pont, de la barrière de Badia Polesine au péage de Piacenza d'Adige, est de 0,50 € pour les voitures et les motos.

## Caractéristiques techniques
Les piliers blancs en forme de A, qui soutiennent le pont à l'extérieur des rives de la rivière Adige, mesurent 110 mètres de haut (dont 83 mètres au-dessus de la chaussée) et sont composés de tubes en acier de 28 mètres et d'une épaisseur de 32 millimètres d'un diamètre de 4 mètres, pesant 100 tonnes chacun. Les pylônes soutiennent la travée avec 8 paires de haubans (total 32 haubans) fixés sur le terre-plein central. Ils mesurent 110 à 166 mètres de long et un diamètre jusqu'à 40 cm, pour un poids total de 540 tonnes.
La structure à 5 travées se compose d'un pont central de 590 mètres de long (140 + 310 + 140) et de deux viaducs d'accès de 250 mètres de long chacun, pour un total de 1 087 m.

## Galerie de photos

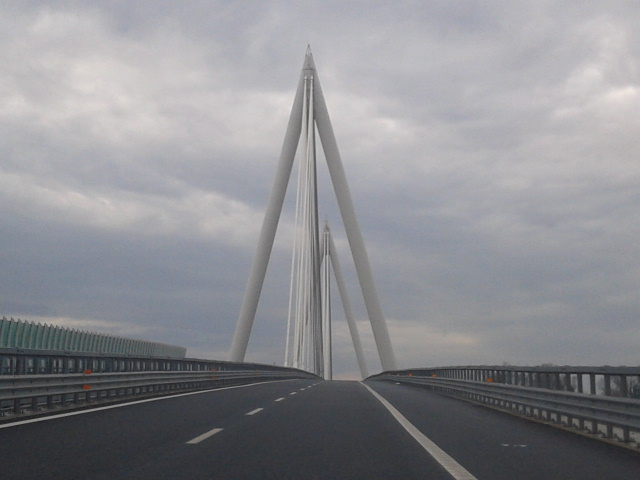
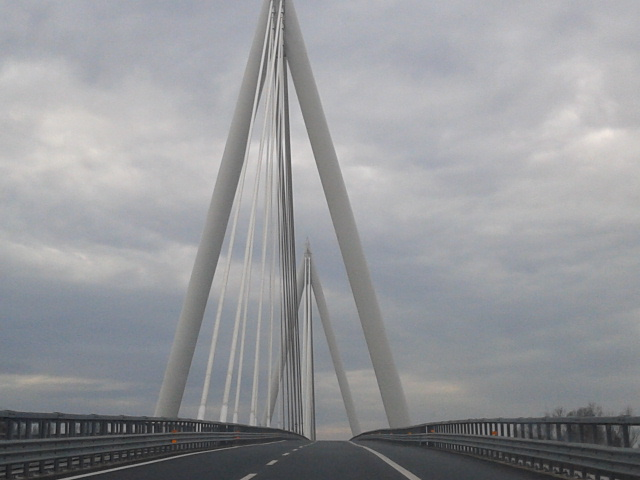
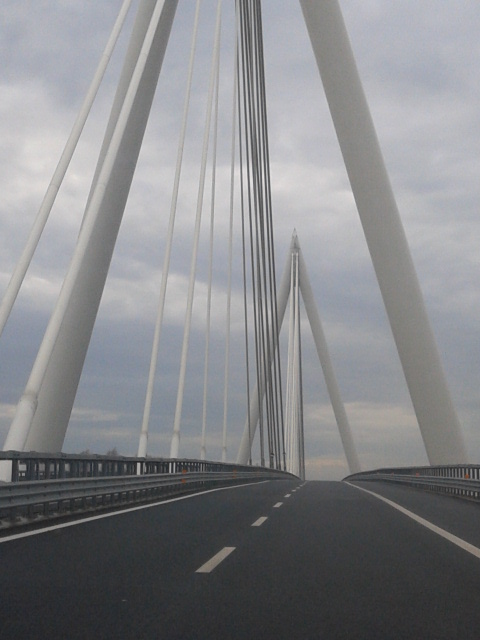
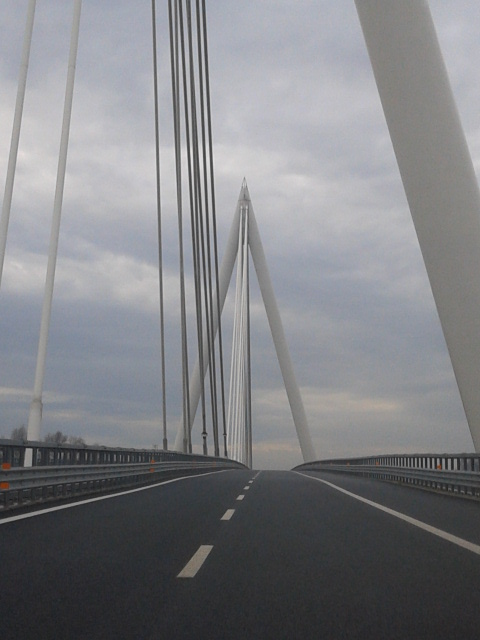
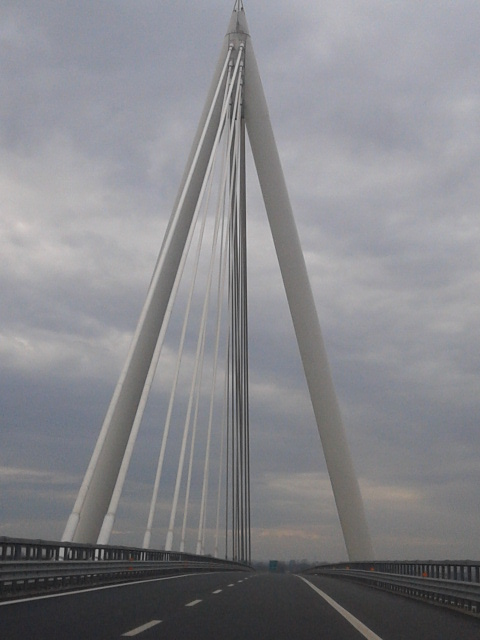
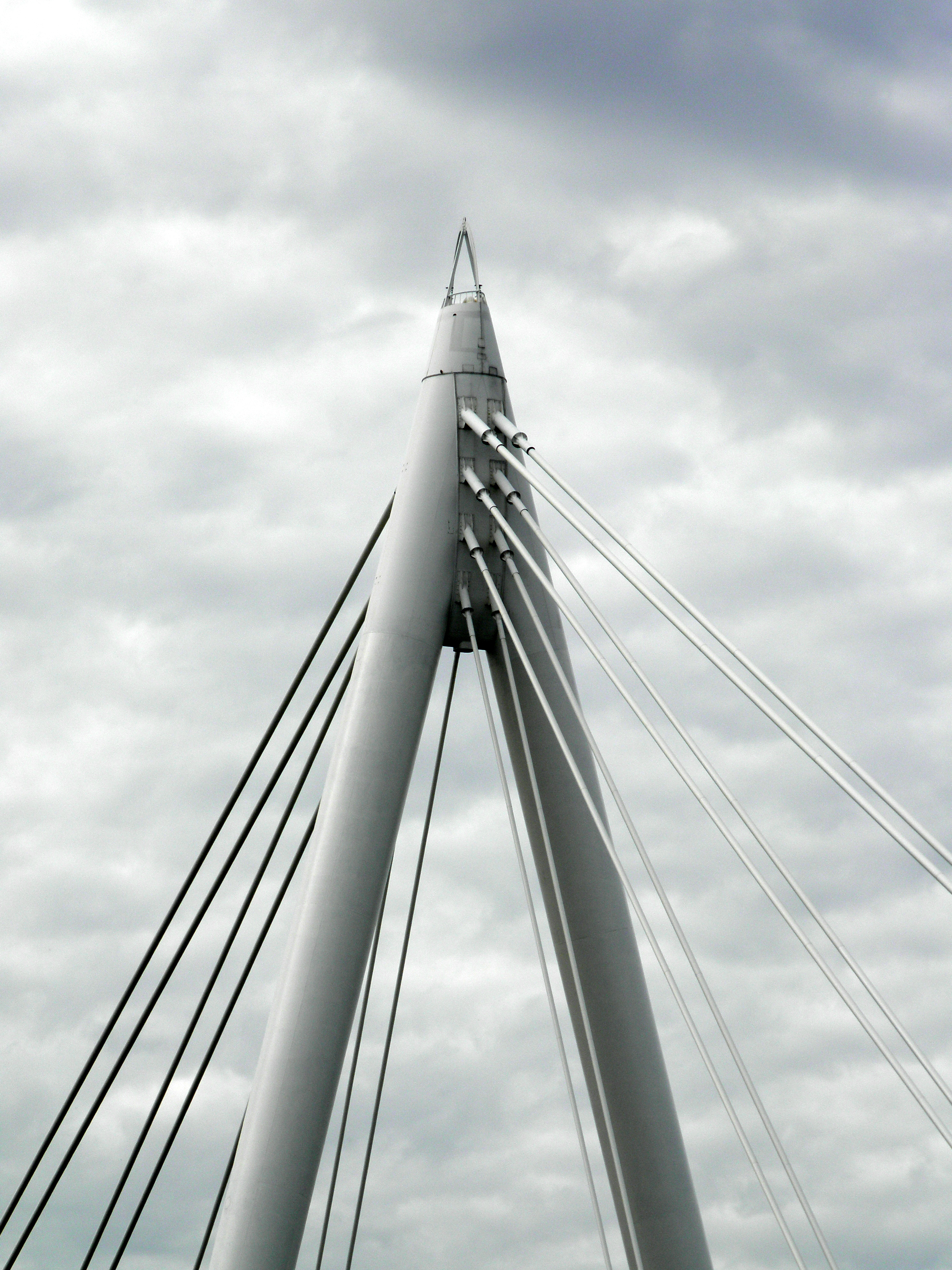